# بوكينج
بوكينغ (بالإنجليزية: Booking.com)‏ هو موقع وكالة سفر على الإنترنت هولندي لإيداع الحجوزات وإحدى الشركات التابعة لبوكينغ هولندنغ. يقع مقرها الرئيسي في مدينة امستردام بهولندا.
يحتوي الموقع على أكثر من 28 مليون قائمة. وهو متاح ب43 لغة.

## تاريخ
تشكل موقع "Booking.com" عندما تم دمج "bookings.nl" في عام 1996 من قِبل غيرت-يان برونسما، وتم دمجها في عام 2000 مع موقع "Bookings Online"، والتي أسسها سيكو وأليك بيهرينز، ومارين مويسر وباز ليمنز، التي كانت تعمل ك "Bookings.org". تم تغيير الاسم وعنوان محدد موقع الموارد الموحد إلى "Booking.com" وتم تعيين ستاف نوردن كرئيس تنفيذي لها. في عام 1997، أراد المؤسسون نشر إعلان في جريدة التلغراف الهولندية، وهي الجريدة الهولندية التي تتمتع بأكبر قدر من التوزيع. تم رفض الإعلان نظرًا لأن جريدة التلغراف لا تقبل سوى الإعلانات التي تحتوي على رقم الهاتف وليس مع موقع ويب. في عام 2002 رفض موقع إكسبيديا شراء bookings.nl.
في يوليو 2005، تم الاستحواذ على الشركة عن طريق «مجموعة برايسلاين» (والتي أصبحت بوكينغ هولندنغ حاليا) بمبلغ 133 مليون دولار، وتعاونت لاحقًا مع موقع "ActiveHotels.com"، وهي شركة حجز فنادق أوروبية عبر الإنترنت، تم شراؤها عن طريق «مجموعة برايسلاين» مقابل 161 مليون دولار.
في عام 2006، غيرت Active Hotels Limited رسمياً اسمها إلى "Booking.com Limited". ساعد اندماج كل من Booking.com و Active Hotels على تحسين وضعها المالي من خسارة قدرها 19 مليون دولار في عام 2002 إلى 1.1 مليار دولار في الأرباح في عام 2011. وقد أثنت بعض وسائل التواصل الاجتماعي على هذا الاستحواذ باعتباره «أفضل عملية استحواذ في تاريخ الإنترنت» نظرا لأن أية عملية استحواذ أخرى في سوق السفر الرقمي لم تكن مربحة كهذه.
تم تعيين دارين هيوستن كالرئيس التنفيذي لشركة "Booking.com" في سبتمبر 2011 من قبل شركتها الأم، كما شغل منصب الرئيس والمدير التنفيذي لشركة بوكينغ هولدينغز منذ 1 يناير 2014  حتى استقالته في 28 أبريل 2016 بعد تم الكشف عن دخوله بعلاقة حميمية مع إحدى الموظفات داخل العمل.
بعد استقالة جيليان تانس في عام 2019، تولى غلين فوغل منصب الرئيس التنفيذي.

## شؤون الشركة

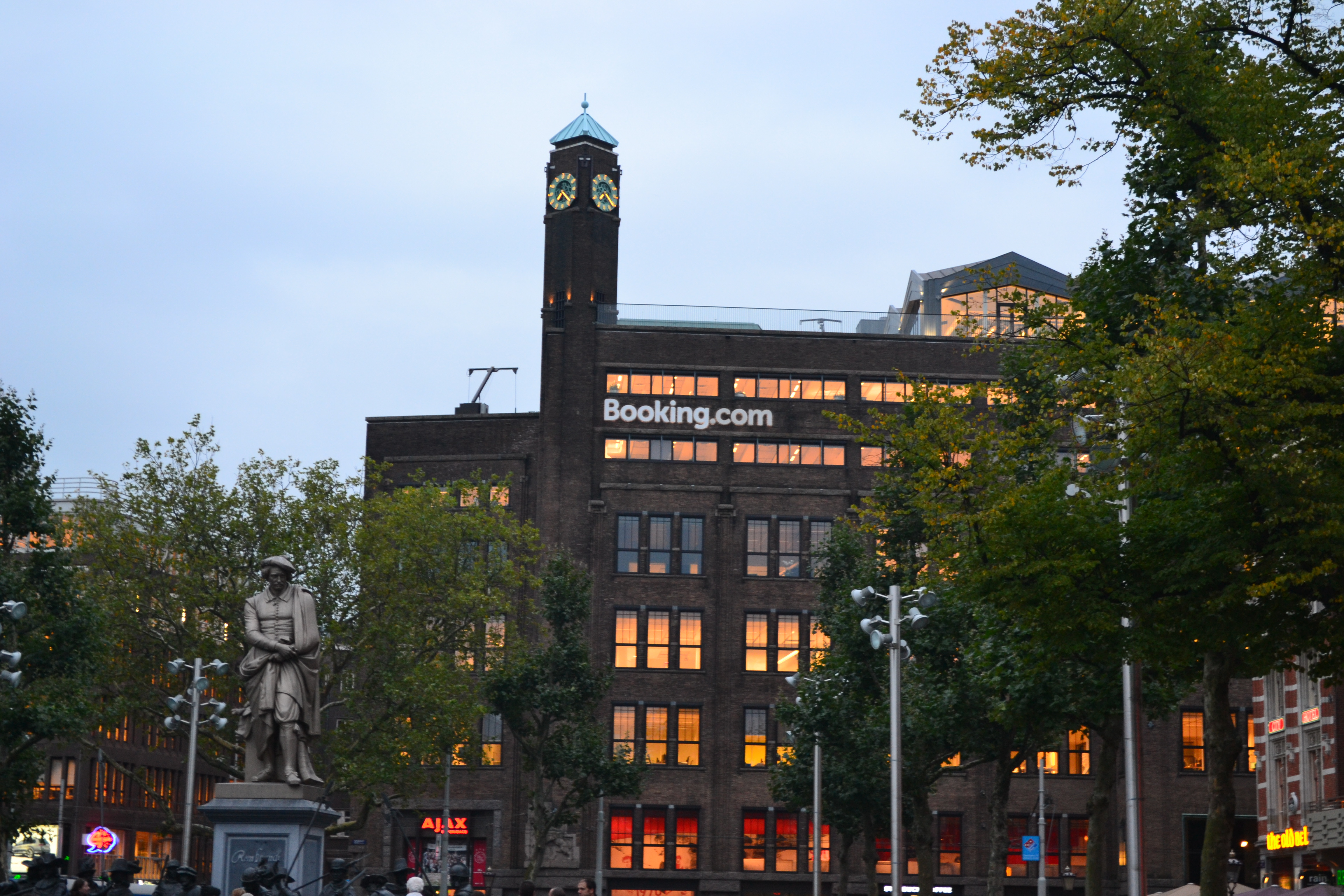
المقر الرئيسي السابق لشركة "Booking.com" في أمستردام

### تسويق

#### الشراكات والاتفاقيات
في أغسطس 2012، قامت "Ctrip" (الآن مجموعة Trip.com)، وهي شركة سفر عبر الإنترنت صينية، بتكوين شراكة مع الشركة للسماح لها بالوصول إلى محفظة Booking.com العالمية. تم تعميق الشراكة في يونيو 2018.
في فبراير 2013، شكلت «مجموعة بانوراما»، أكبر شركة للرحلات والسفر في إندونيسيا، شراكة إستراتيجية مع Booking.com للوصول إلى مجموعة فنادق Booking.com.
في أكتوبر 2014، عقدت شركة خطوط أورال الجوية شراكة مع Booking.com.

#### الإشهار
كانت Booking.com والشركات الشقيقة لها أكبر منفق في فئة السفر والسياحة ل«غوغل آدووردز» (بالإنجليزية: Google Adwords)‏ في عام 2016، حيث أنفقت 3.5 مليار دولار في الدفع عند النقر.
في يناير 2013، تم إطلاق أول حملة للعلامة التجارية لـBooking.com، وهي "Booking.yeah"، على الإنترنت، وبُثت على محطات التلفزيون ودور السينما وشبكات التلفزيون، لسوق الولايات المتحدة مع وكالة الإشهار «فيدين + كينيدي أمستردام». في سبتمبر 2013، أصبحت أستراليا ثاني سوق لمشاهدة الحملة. في يناير 2014، أطلقت الشركة حملة إعلانية في كندا، في فبراير 2014 أطلقت الشركة حملة إعلانية في المملكة المتحدة وفي يوليو 2014، أطلقت الشركة حملة إعلانية في ألمانيا.

### العمليات

#### تطوير التطبيقات
في نوفمبر 2010، أطلقت الشركة تطبيق الهاتف المحمول الخاص بالفنادق والإقامة لجهاز آي باد.
في فبراير 2011، أطلقت الشركة تطبيق الهاتف المحمول الخاص بها على أندرويد.
في أبريل 2012، أطلقت الشركة أول تطبيق عالمي للفنادق في اللحظة الأخيرة، "Booking.com Tonight"، المصمم لأجهزة آيفون وآي بود تاتش.
في أكتوبر 2012، أطلقت الشركة أول تطبيق لها لنظام التشغيل مايكروسوفت ويندوز، باستخدام ويندوز 8.
في أكتوبر 2012، قامت الشركة بتحديث إصدار تطبيق آيفون بوظيفة جديدة، "Passbook".
في ديسمبر 2012، أطلقت الشركة تطبيق كيندل فاير المتاح للتنزيل في جميع متاجر تطبيقات أمازون بما في ذلك الولايات المتحدة والمملكة المتحدة وألمانيا وإسبانيا وفرنسا وإيطاليا واليابان.
في يوليو 2015، أطلقت الشركة تطبيق أندرويد محسّنا.

## الجدل والنقد

### الادعاءات المناهضة للمنافسة من قبل مكتب التجارة العادلة
في سبتمبر 2012، أصدرت هيئة المنافسة في المملكة المتحدة، مكتب التجارة العادلة، بيانًا بالاعتراضات ضد "Booking.com" وإكسبيديا ومجموعة فنادق إنتركونتيننتال آرمي. زعم مكتب التجارة العادلة أن Booking.com وإكسبيديا دخلت في ترتيبات منفصلة مع مجموعة فنادق إنتركونتيننتال مما قيد قدرة وكيل السفر عبر الإنترنت على خصم سعر الغرفة فقط في الفندق. اقترحت Booking.com" وإكسبيديا ومجموعة فنادق إنتركونتيننتال آرمي أن يغير مكتب التجارة العادلة قيوده. قبلت مكتب التجارة العادلة الاقتراح، ولكن تم رفضه لاحقًا من قبل سلطة أعلى في المحكمة.

### تسريبات بيانات العملاء
في نوفمبر 2014، تم الكشف عن أن مجرمين تمكنوا من الحصول على تفاصيل العملاء من الموقع. قالت Booking.com إنها كانت تتصدى للمحتالين وتسترد أموال العملاء من المملكة المتحدة والولايات المتحدة وفرنسا وإيطاليا والإمارات العربية المتحدة والبرتغال، وكلها تأثرت. منذ عملية الاحتيال، أجرت Booking.com تغييرات بحيث لا يمكن الوصول إلى البيانات إلا من جهاز كمبيوتر متصل بخادم الفندق. كما عملت فرقها أيضًا على «إزالة» العشرات من مواقع التصيد الاحتيالي، فضلاً عن العمل مع بعض البنوك لتجميد الحسابات المصرفية لمتحيليي الأموال.
تم استهداف الموقع مرة أخرى من قبل القراصنة الإلكترونيين في يونيو 2018.

### اتهامات باختطاف العلامة التجارية من قبل صاحب فندق ألماني
في فبراير 2015، نشر صاحب الفنادق الألماني ماركو نوسباوم رسالة مفتوحة. نوبسام! والمؤسس المشارك والرئيس التنفيذي للعلامة التجارية للفنادق ذات التصميم الاقتصادي "prizeotel"، ينتقد فيها بشدة نشاط «اختطاف العلامة التجارية» لموقع Booking.com. حددت رسالته التفاصيل المتعلقة باستخدام Booking.com لبرنامج «غوغل آدووردو» (بالإنجليزية: Google Adwords)‏، وكيف ألحق الضرر بشركته. تمت مناقشة الرسالة في وسائل الإعلام المتخصصة وأدت إلى مناقشة حول الصعوبات والتحديات الحالية للتوزيع عبر الإنترنت داخل صناعة الفنادق.

### حظر تقديم أسعار منخفضة
في أبريل 2015، وافقت سلطات المنافسة الفرنسية والسويدية والإيطالية على اقتراح من Booking.com لإسقاط شرط «تعادل الأسعار» وبالتالي السماح لوكلاء السفر المنافسين بتقديم أسعار فنادق أقل من Booking.com. وافقت Booking.com أيضًا على تمديد وتطبيق اقتراحها في جميع دول الاتحاد الأوروبي. لا تزال الفنادق محظورة من خصم الأسعار مباشرة على مواقعها الإلكترونية.

### مزاعم الهيمنة على السوق
في أبريل 2015، حذر الاتحاد الأوروبي من أن Booking.com واحدة من العديد من شركات الإنترنت التي ربما وصلت إلى هيمنة السوق إلى ما بعد نقطة اللاعودة.

### مخالفات قانون المنافسة التركي
في مارس 2017، أوقفت محكمة تركية أنشطة Booking.com بسبب انتهاك قانون المنافسة التركي. أوقفت Booking.com بيع الغرف في تركيا للمستخدمين الأتراك، امتثالاً لأمر حجب الموقع. ومع ذلك، يمكن استخدام الموقع والتطبيق من الدول الأجنبية لإجراء حجوزات للفنادق في تركيا.

### الخلافات مع الفنادق في اليونان
في يوليو 2019، أنهت سلسلة الفنادق الفاخرة «ألديمار» (بالإنجليزية: Aldemar)‏، استنادًا إلى «ممارسات [بواسطة Booking.com] التي تتعارض مع قوانين السوق»، مشاركتها في عروض بوكينغ. شجب اتحاد الفنادق اليونانية ممارسة Bookings.com المتمثلة في فرض رسوم النسبة المئوية على سعر الغرفة الكامل شامل ضريبة القيمة المضافة. وردت الشركة بأنه وفقا لبنود اتفاقياتها الثنائية مع الفنادق «في كل مكان»، فإن كل طرف في مثل هذه الاتفاقية له الحرية في الانسحاب منها.

### دعم المستوطنات الإسرائيلية
نشرت الأمم المتحدة في 12 فبراير 2020 قائمة ب112 شركة، بما في ذلك Booking.com، تدعم أنشطة الاستيطان الإسرائيلي في الأراضي الفلسطينية المحتلة.

### تنديد السلطات بممارسة استخدام الأساليب المتلاعب
في 16 يونيو 2020، انتهى الموعد النهائي الذي حددته المفوضية الأوروبية وسلطات حماية المستهلك الوطنية لموقع Booking.com. شجبت السلطات ممارسة استخدام تقنيات التلاعب مثل الاختباء في الترتيب، أو ممارسة ضغط الوقت على المستخدمين أو تحريف الخصومات وما إلى ذلك.

### أهلية تسجيل العلامة التجارية
حاول Booking.com تسجيل مصطلح "Booking.com" كعلامة تجارية ولكن تم رفض هذا الطلب من قبل مكتب الولايات المتحدة لبراءات الاختراع والعلامات التجارية لأنهم يعتقدون أن العلامة التجارية المطلوبة كانت عامة في طبيعتها وبالتالي لا يمكنها أن تكون مسجلة. قضت محكمة مقاطعة الولايات المتحدة للمنطقة الشرقية من ولاية فرجينيا، ومحكمة الاستئنف الأمريكية للدائرة الرابعة، وأخيرًا المحكمة العليا للولايات المتحدة في قضية مكتب براءات الاختراع والعلامات التجارية ضد Booking.com B.V.، بخلاف ذلك، بالقول إن مصطلح "Booking.com"، عبر اللاحقة ".com"، قد خلق هوية يمكن تمييزها عن الفعل العام ومن ثم يمكن أن تكون علامة تجارية. ومضت المحكمة العليا للولايات المتحدة لتقول أنه في وقت لاحق إذا ظهر موقع على غرار "flightbooking.com"، لا تستطيع Booking.com مقاضاة الموقع أو منعهم من وضع علامة تجارية على الاسم دون دليل على أن العلامة التجارية المذكورة تتسبب في الخلط بين العملاء المحتملين بين الاثنين.

### انتقادات لمساعدة الدولة خلال جائحة كوفيد -19
في 24 أبريل 2020، واجهت Booking.com انتقادات عندما تقدمت بطلب للحصول على مساعدة حكومية من برنامج إغاثة الحكومة الهولندية للأعمال التي تأثرت بجائحة فيروس كورونا، بينما دفعت المليارات للمساهمين، مع 6.3 مليار دولار نقدًا في ميزانيتها العمومية. ردًا على ذلك، في 22 مايو، أعلنت بوكينغ أنها لن تسعى للحصول على مزيد من الدعم للأجور من الحكومة الهولندية، وبدلاً من ذلك تبحث عن إجابات طويلة الأجل. قررت الشركة بعد فترة وجيزة الاستغناء عن 25% من قوتها العاملة العالمية، وانتقلت إلى التسريح الجماعي للقوى العاملة في أمستردام بما يقرب من 25% من القوى العاملة التي كانت تعمل لديها قبل الجائحة.

## وصلات خارجية
- بوكينج على موقع Google Play (الإنجليزية)